# Верхньоказимський
Верхньокази́мський (рос. Верхнеказымский) — селище у складі Білоярського району Ханти-Мансійського автономного округу Тюменської області, Росія. Адміністративний центр та єдиний населений пункт Верхнеказимського сільського поселення.
Населення — 1874 особи (2017, 2007 у 2010, 1201 у 2002).
Національний склад станом на 2002 рік: росіяни — 69 %.